# Cristián Olguín
Cristián Felipe Olguín Jara (Santiago, Región Metropolitana de Santiago, 22 de marzo de 1986) es un exfutbolista chileno. Jugaba como defensa y actualmente se encuentra ejerciendo como preparador físico en General Velásquez. Es hijo del exfutbolista profesional de los años 1980 Cristián Olguín Acuña.

## Carrera
Se inició a los 15 años en las divisiones inferiores de Cobreloa en la filial de Santiago, Chile. A la edad de 19 años es enviado al primer equipo en Calama el año 2006. Ese año no tiene mucha participación en el primer equipo.
El año 2007 el técnico de ese entonces Gustavo Huerta, lo hace debutar profesionalmente en el partido inicial del Campeonato Apertura de Primera División, con una amplia victoria sobre Deportes Antofagasta por 7 a 1, de ahí en adelante sería titular el resto del campeonato nacional, participando además en la fase previa de la Copa Libertadores de América, haciendo dupla de centrales con el emblema y capitán de Cobreloa, Luis Fuentes.

## Clubes
| Club                | País  | Año       |
| ------------------- | ----- | --------- |
| Cobreloa            | Chile | 2007      |
| Deportes Temuco     | Chile | 2007      |
| Cobreloa            | Chile | 2008      |
| San Marcos de Arica | Chile | 2009      |
| Deportes Melipilla  | Chile | 2009      |
| Cobreloa            | Chile | 2010      |
| Cobresal            | Chile | 2011      |
| San Marcos de Arica | Chile | 2012      |
| Deportes La Serena  | Chile | 2013-2014 |

## Palmarés
| Título    | Club                | País  | Año  |
| --------- | ------------------- | ----- | ---- |
| Primera B | San Marcos de Arica | Chile | 2012 |